# 赤須氏
赤須氏（あかすし）は日本の氏族のひとつ。

## 藤姓赤須氏
常陸国に本姓を藤原氏とする赤須氏がある。
常陸国の赤須氏は藤原秀郷の五世孫・太田大夫通延の子・佐都荒大夫通成の三男・彦四郎通頼が久慈郡赤須村により赤須氏を起こしたという。赤須城主にして佐都神社の長官を務める。家系は守護佐竹氏に仕える者と同族の守護代小野崎氏に仕える者とがあった。
佐竹家臣としては、南高野城主として赤須雅楽介の名が見える他、南北朝期には建武3年（1336年）6月、北朝方の佐竹貞義率いる軍が北畠顕家、那珂通辰らの南朝方と甕ノ原にて激突し、南朝方は敗れて撤退する際、佐竹軍の殿軍として赤須信濃守通長が奮戦したとされ、この功により通長は25貫の加増を受けたという。戦国期には佐竹義重の家臣として守護代 江戸氏との戦いに功を挙げた武将として赤須丹後守の名が見え、天正18年（1590年）12月、義重より官途状および那珂郡戸崎、久慈東郡大里のうちより350貫を授かるという。小野崎氏家臣の赤須氏は小野崎通経により、大森氏、瀧氏、天龍氏、石佐氏、波氏、茅根氏ともども家老に列している。
```
系譜 彦四郎通頼 - 兵庫介通俊 - 兵庫介通郷 - 兵庫介通景 - 次郎通胤 - 次郎太郎通胤
```

※ 通俊には3子あり。長男 兵庫介通兼、次男で嫡子の兵庫介通郷、三男 通公がいた。
- 通郷には2子あり。嫡男 次郎通胤、次男 三郎通定がいた。
- 次郎通胤には2子あり。次郎太郎通胤、次男 三郎通重である。

### 久保田藩の赤須氏
なお、佐竹氏に仕えた赤須氏の中で、佐竹氏の秋田転封に随行し、出羽国に移住した家系が三流あった。
赤須景通流
赤須景通流については同家ゆかりの文書である『赤須新二郎宛義憲之証文写』に詳しい。
```
系譜：赤須景通 - 賢通 - 恭通 - 常通 - 清通 - 安通 - 平馬通賢
```

赤須通長流
赤須通長流は通為の代に秋田に下向するという。
```
系譜：赤須通長 - 通為 - 通定 - 通安 - 市右衛門通良
```

赤須通脩流
赤須通脩流は通国が隠居 佐竹義重に随行し、仙北郡六郷に住み、その子 通胤の代に秋田城下に住むという。
```
系譜：通脩 - 通清 - 通兼 - 通国 - 通種 - 治部助高通
```

### 水戸藩尊王志士・義民としての赤須氏
- 赤須民次郎：水戸藩士。目付同心組。諱は忠之。天狗党の乱に加わり、元治元年（1864年）12月25日、行方郡五町田村で斬首。または行方郡島波村で麻生藩兵と戦い討ち死にするとも。享年37。靖国神社合祀[8]。
- 赤須隆三郎：佐都神社宮司 赤須道寛の三男 。尊王方として明治元年(1872年)、水戸城下で起きた合戦に加わり討ち死にした。享年31。靖国神社合祀[9]。

## 清和源氏満快流 赤須氏
また、信濃国に清和源氏満快流片切氏族の赤須氏がある。片切氏の庶族片切為幸が伊那郡赤須によって起こしたという。戦国時代に赤須氏は信濃国伊奈郡の国衆となり、赤須城（長野県駒ヶ根市下平）の城主。戦国時代には甲斐国の武田信玄に属している。
赤須氏は飯嶋氏・大嶋氏・片切氏・上穂氏とともに「春近五人衆」と呼称されている。

## 阿智祝部系 赤須氏
信濃国伊那郡を本拠とした古代氏族の阿智祝部の支族の赤須氏がある。片切里の人である八玉彦の後裔にあたる。大御食神社の社家として神主を歴任し、吾道祝氏や片切氏と通婚関係にあった。
後裔に長岡氏、川野氏、稲部氏、小出氏、小町谷氏などが出る。